# 蒲甘
蒲甘（IPA：[bəɡàɴ]）是缅甸曼德勒省的一个具有悠久历史的地方。从9世纪到13世纪，蒲甘有一个蒲甘王国，该地形成统一的一个地区，后来构成现代缅甸。11世纪和13世纪之间，超过10,000个上座部佛教寺庙矗立于此，宝塔和寺院建于蒲甘平原，2200年历史的寺庙和佛塔依然完好至今。蒲甘是缅甸重要的旅游城市。

## 地名来源
蒲甘Pugan（ပုဂံ）源自古缅甸语Pukam（ပုကမ်）。蒲甘的巴利语名字是Arimaddanapura（အရိမဒ္ဒနာပူရ），意為「踐踏敵人之城」。其他巴利语名字還有Tattadesa（တတ္တဒေသ）「乾燥之地」和Tampadipa（တမ္ပဒီပ）「古銅之國」。缅甸史書中還記載有別名Thiri Pyissaya（သီရိပစ္စယာ）和Tampawaddy （တမ္ပဝတီ）。

## 历史

### 7世纪到13世纪

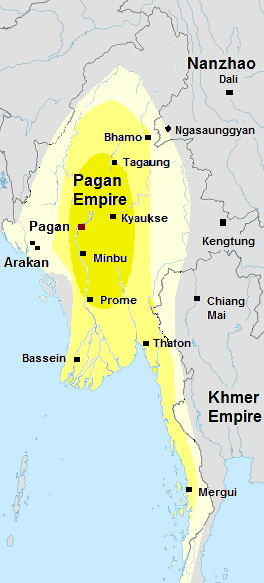
蒲甘王国。

中國南宋宝庆元年（1225年）赵汝著《诸蕃志》蒲甘条记载：“国有诸葛武侯庙”。元後至元四年十二月置邦牙宣慰司於蒲甘緬王城。

### 20世紀至今
2016年，蒲甘以南發生規模6.8強震，造成多處佛塔毀損。

## 地理
蒲甘分为北蒲甘和南蒲甘，主要是河流沖積而成的平原，位于伊洛瓦底江两岸，它在曼德勒省的西部。位于上缅甸干旱区的中心。
蒲甘是季风气候，每年降雨量超过2500毫米，月平均气温超过30度，夏季超过35度。
| 蒲甘                       | 蒲甘    | 蒲甘    | 蒲甘    | 蒲甘    | 蒲甘    | 蒲甘    | 蒲甘    | 蒲甘    | 蒲甘    | 蒲甘    | 蒲甘    | 蒲甘    | 蒲甘    |
| 月份                       | 1月     | 2月     | 3月     | 4月     | 5月     | 6月     | 7月     | 8月     | 9月     | 10月    | 11月    | 12月    | 全年    |
| -------------------------- | ------- | ------- | ------- | ------- | ------- | ------- | ------- | ------- | ------- | ------- | ------- | ------- | ------- |
| 平均高温 °C（°F）          | 32 (90) | 35 (95) | 36 (97) | 37 (99) | 33 (91) | 30 (86) | 30 (86) | 30 (86) | 30 (86) | 32 (90) | 32 (90) | 32 (90) | 32 (91) |
| 平均低温 °C（°F）          | 18 (64) | 19 (66) | 22 (72) | 24 (75) | 25 (77) | 25 (77) | 24 (75) | 24 (75) | 24 (75) | 24 (75) | 22 (72) | 19 (66) | 23 (72) |
| 来源：www.holidaycheck.com |         |         |         |         |         |         |         |         |         |         |         |         |         |

## 经济
蒲甘的经济来源主要依靠旅游业。因为抵制前缅甸军政府的破坏，蒲甘地区的旅游基础设施仍符合国际标准未被损坏。蒲甘拥有国际标准的酒店和知名宾馆。蒲甘也是缅甸漆器行业的中心，这在很大程度上取决于来此旅游的游客的需求。大部分漆器被当成纪念品在仰光的商店中出售，一部分则在世界各地出售。此外，漆器制作过程也是对外开放参观的一个旅游景点。

## 人口
蒲甘的人口在鼎盛时期估计有50,000至200,000人。1990年代旅游业出现后，只有少数村民住在老蒲甘。旅游业的兴起已经吸引了相当大的人口迁入该地。因为老蒲甘现在是禁止建造永久住所，大部分人口居住在蒲甘，大多数的本地居民是缅甸人。

## 友好城市
- 琅勃拉邦[6]
- 暹粒市[6]

## 图册

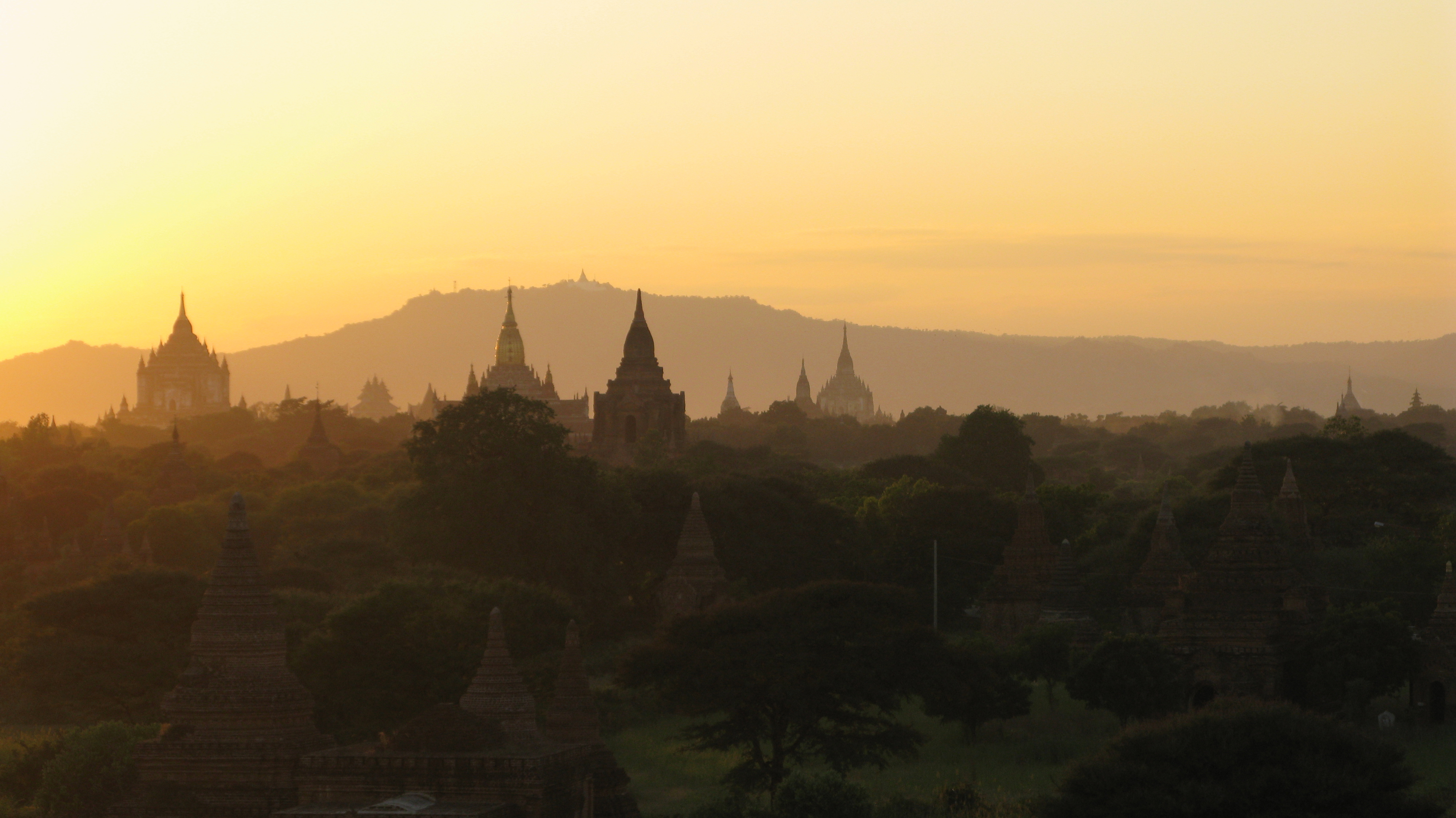
蒲甘平原
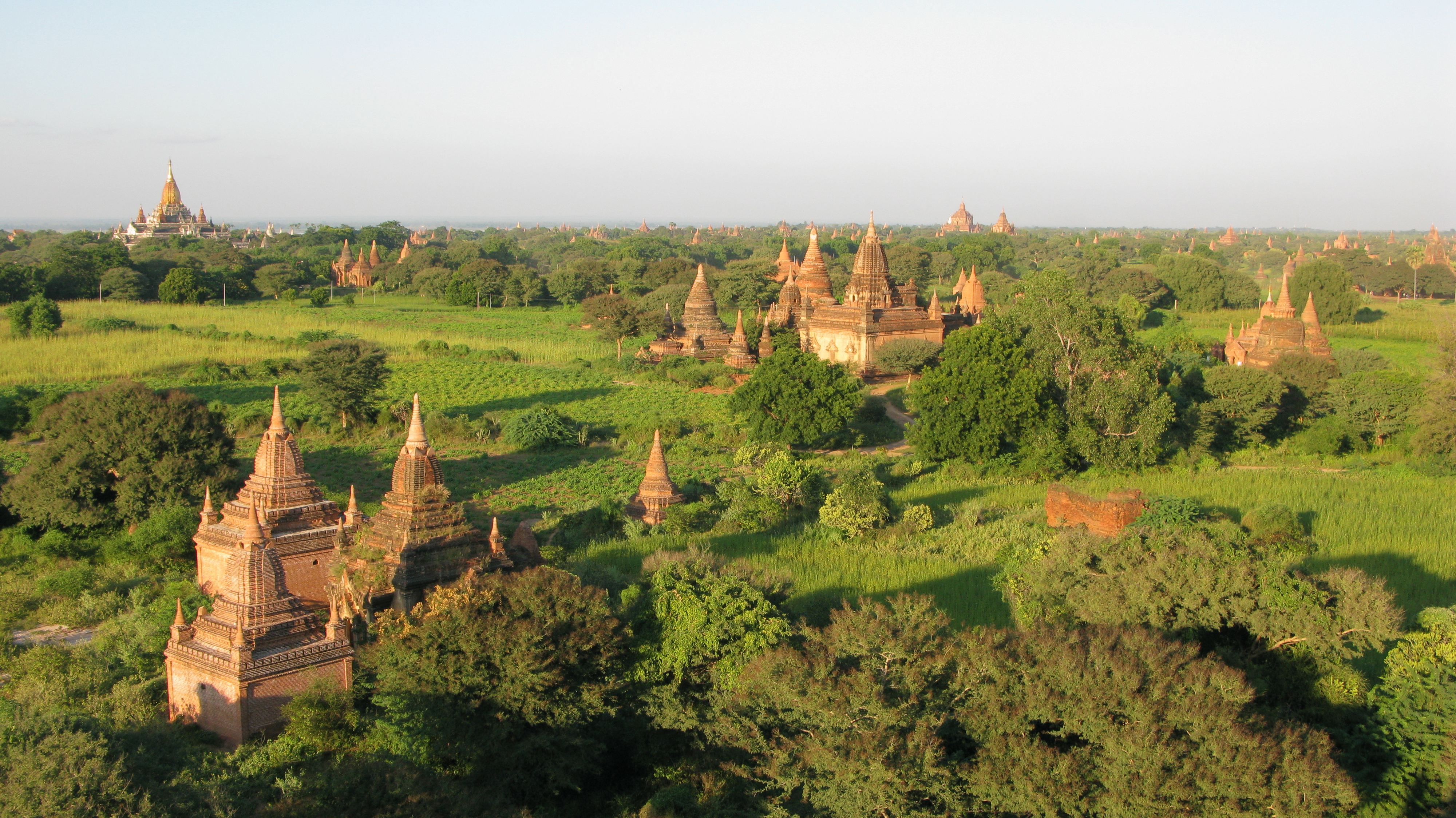
蒲甘平原
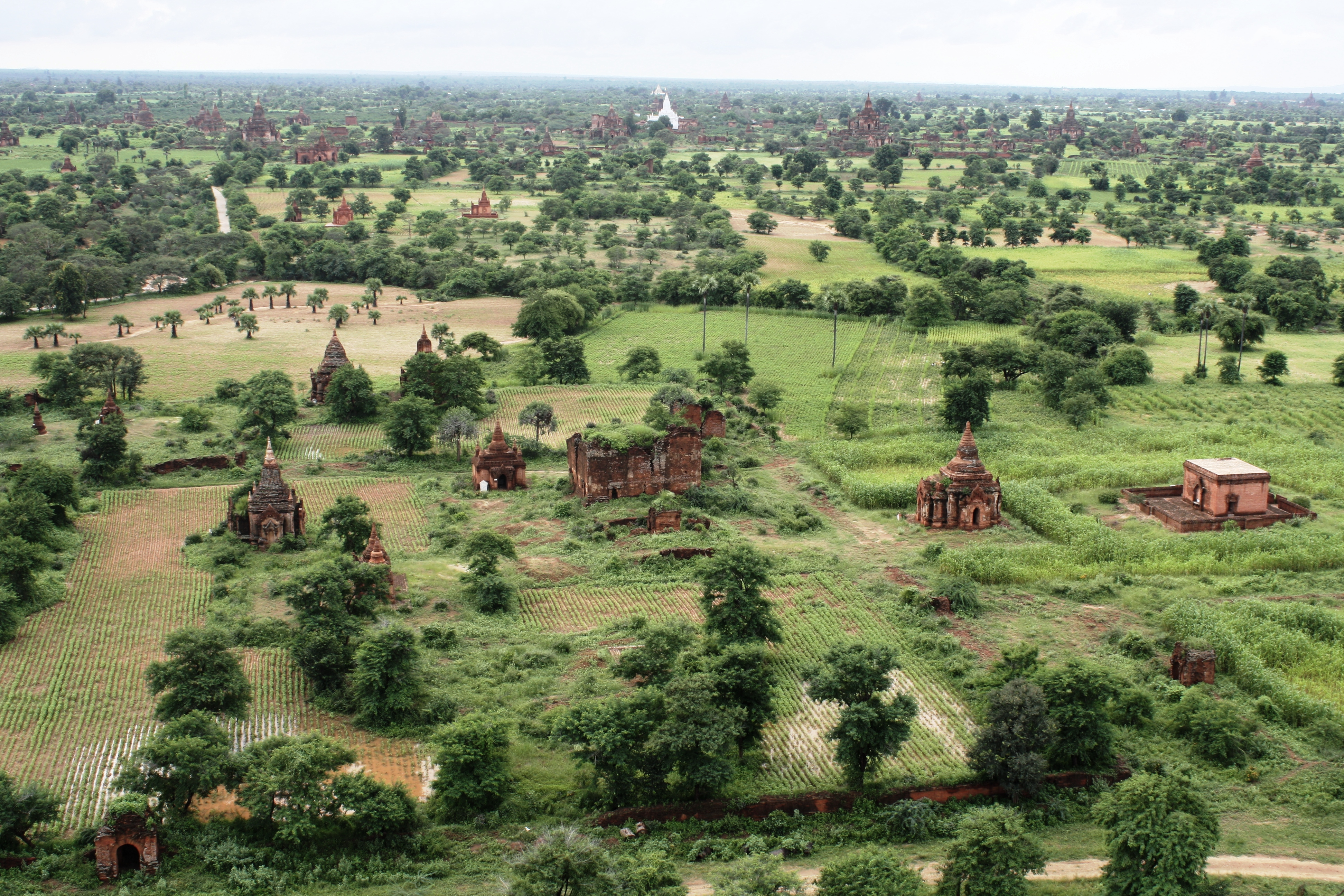
蒲甘风景区
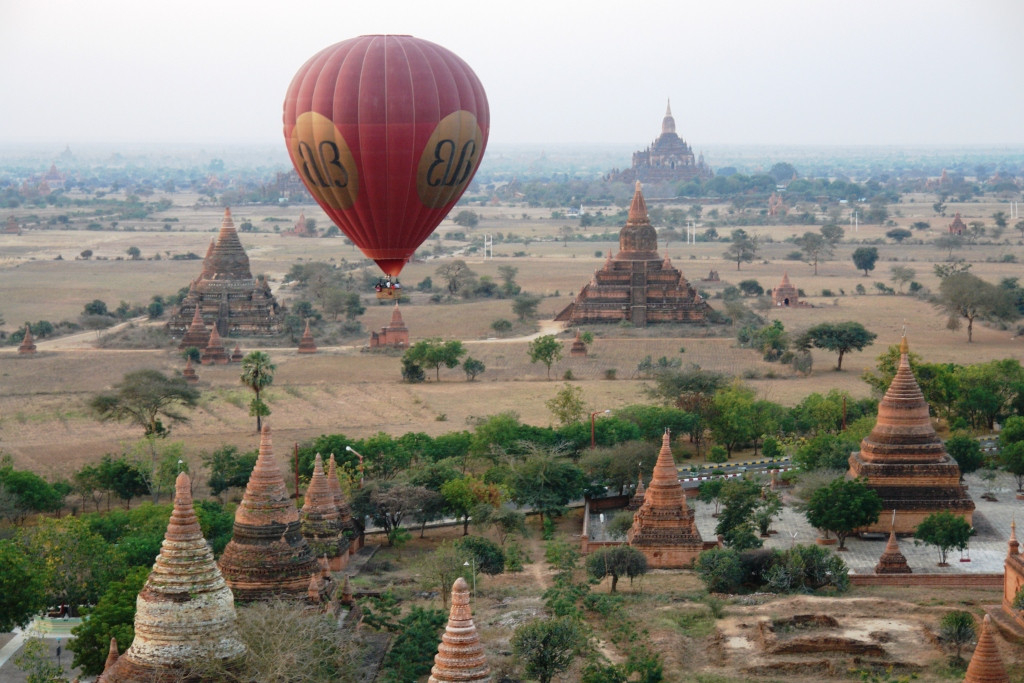
热气球
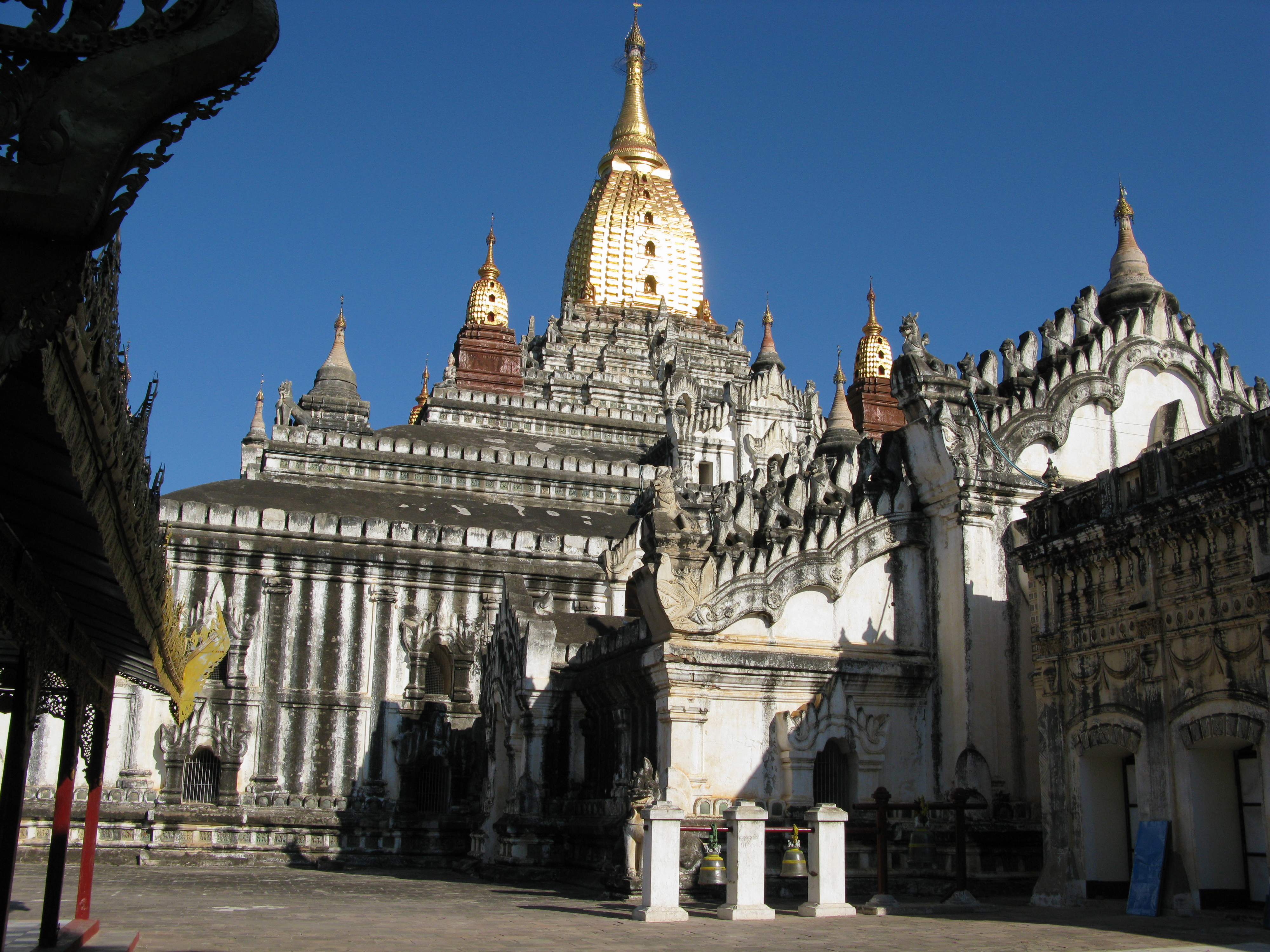
寺庙
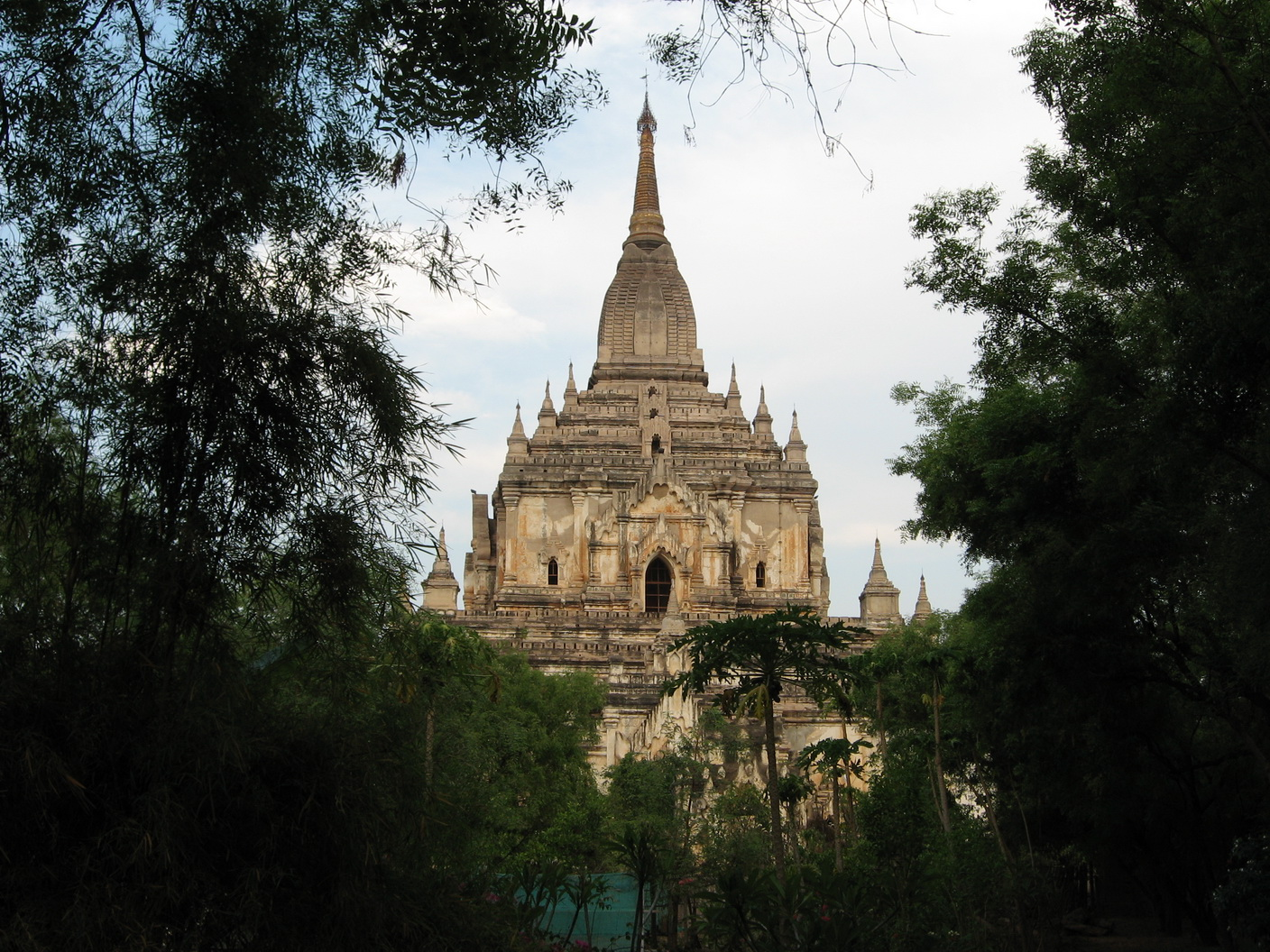
寺庙
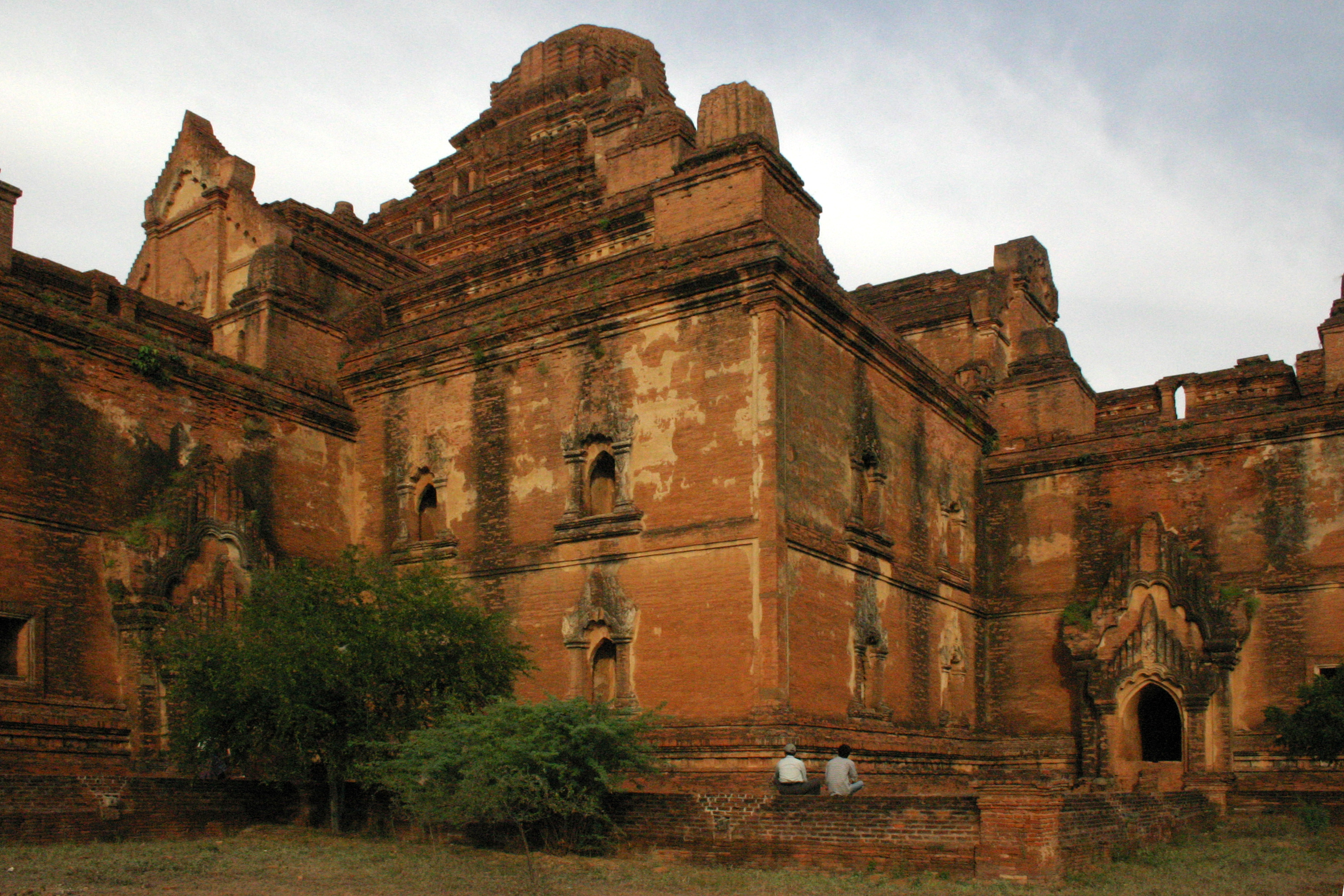
寺庙
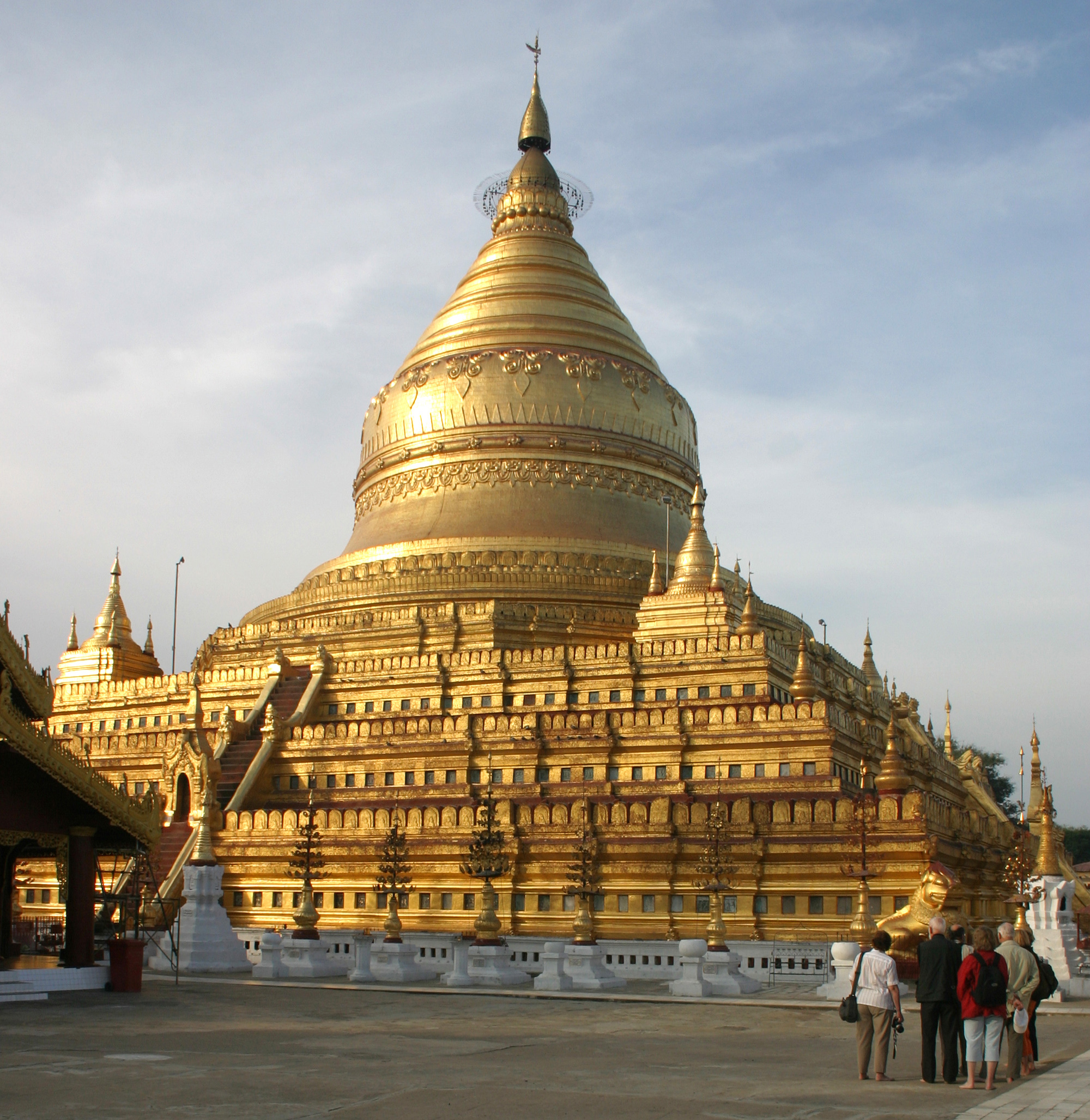
寺庙
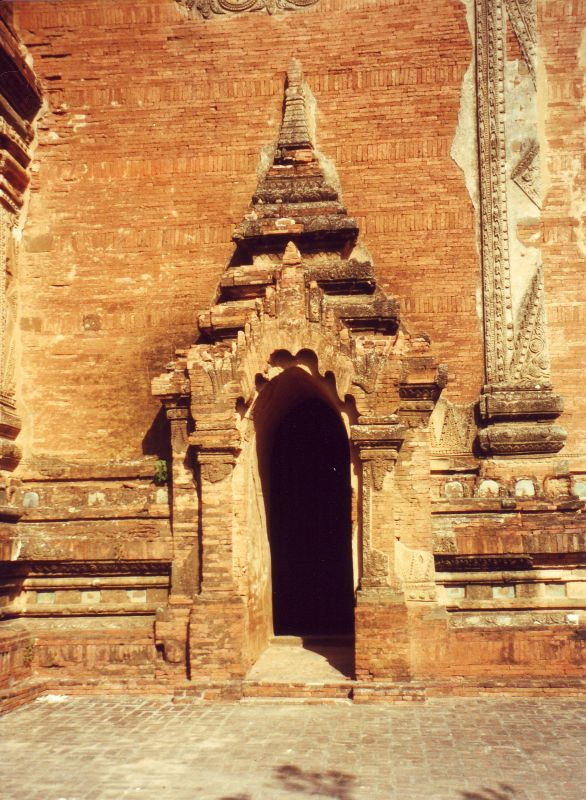
寺庙
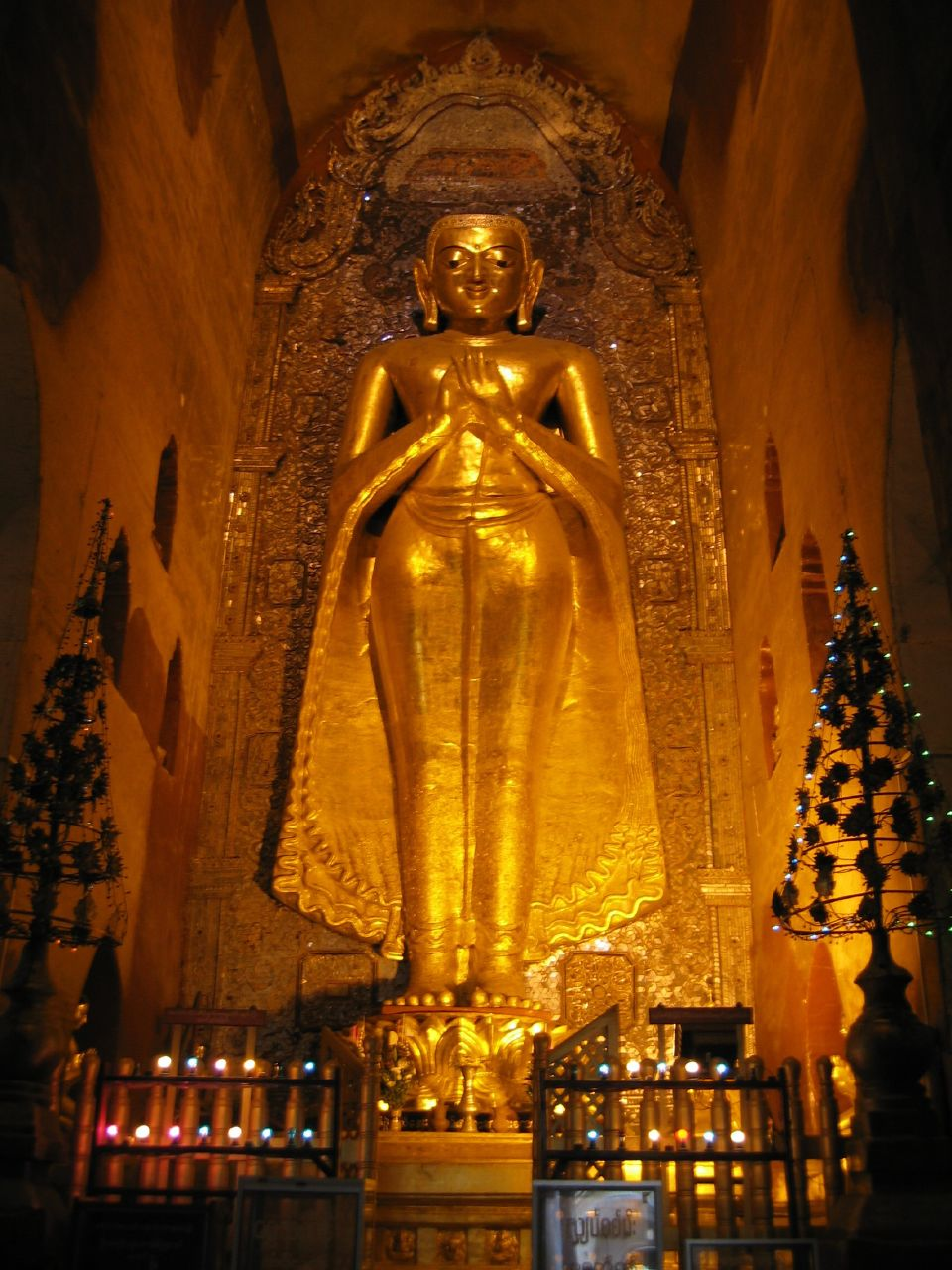
寺庙的金佛
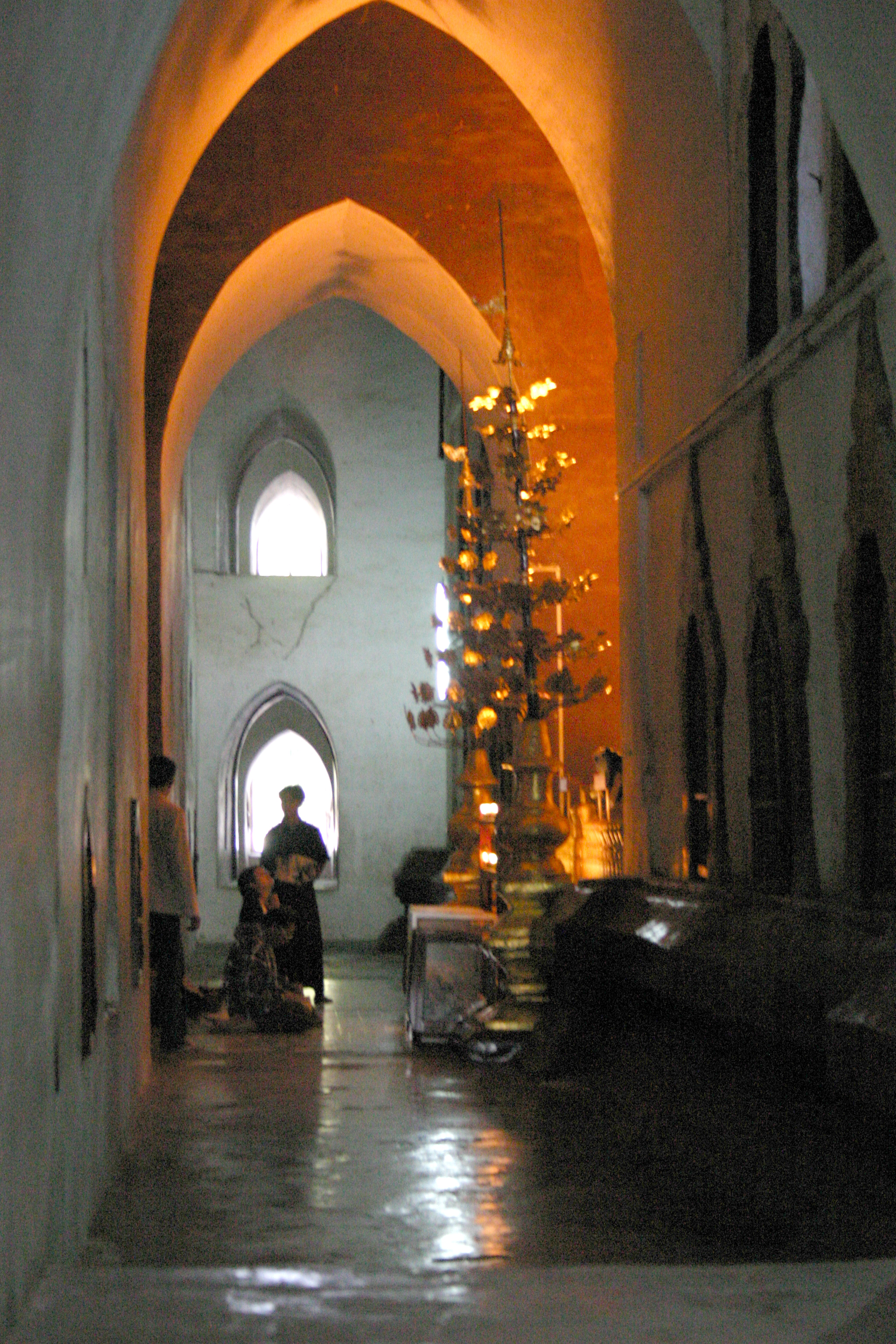
寺庙
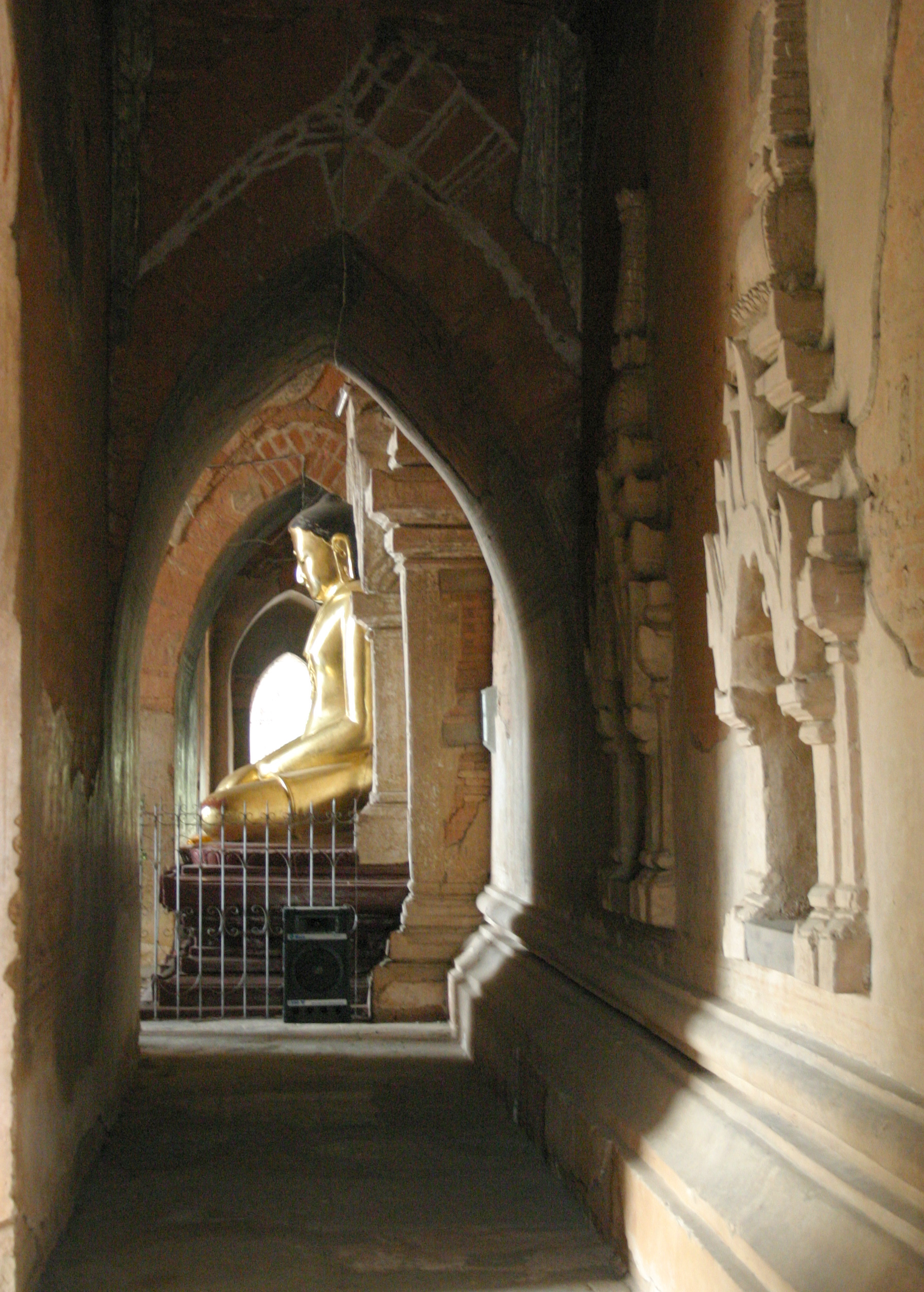
寺庙
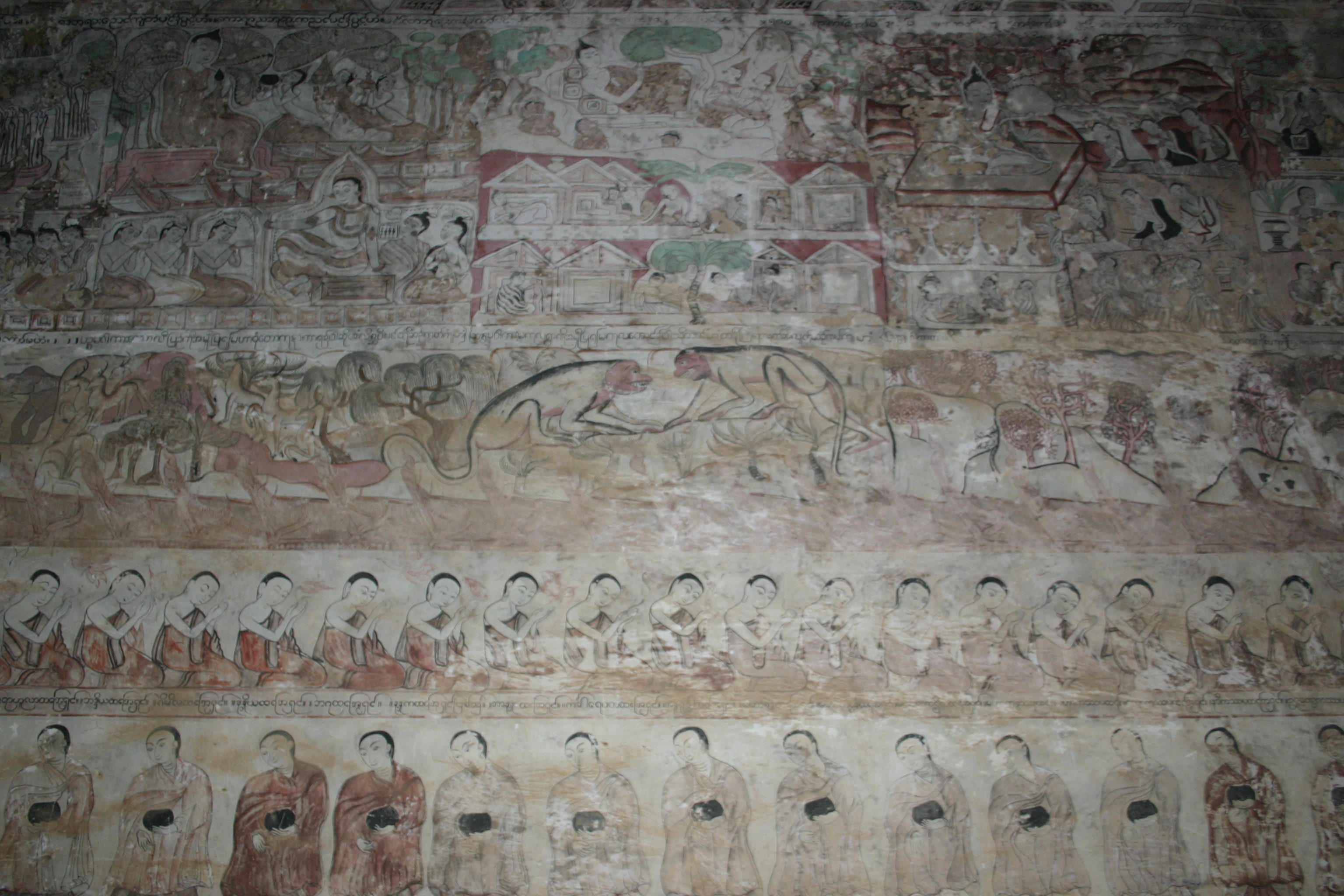
寺庙
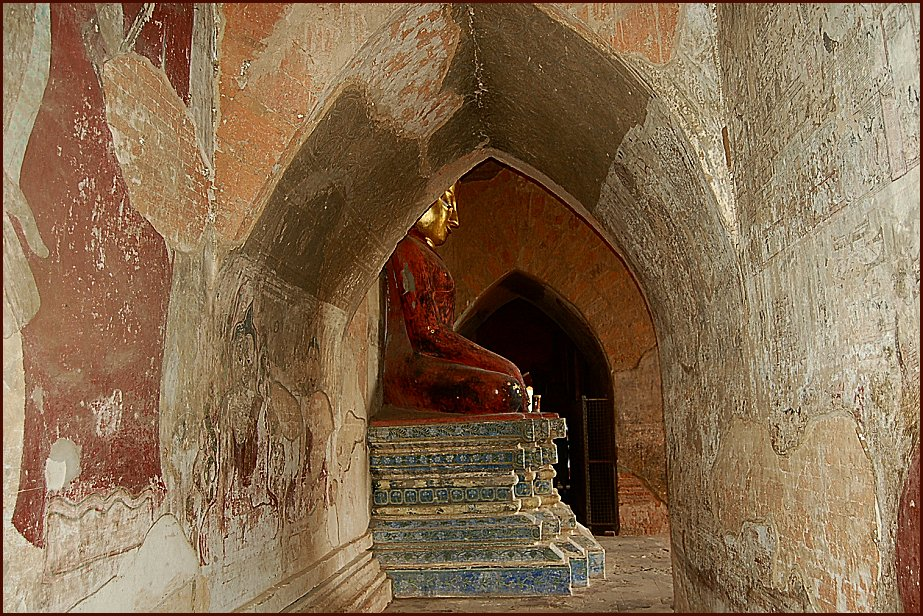
寺庙
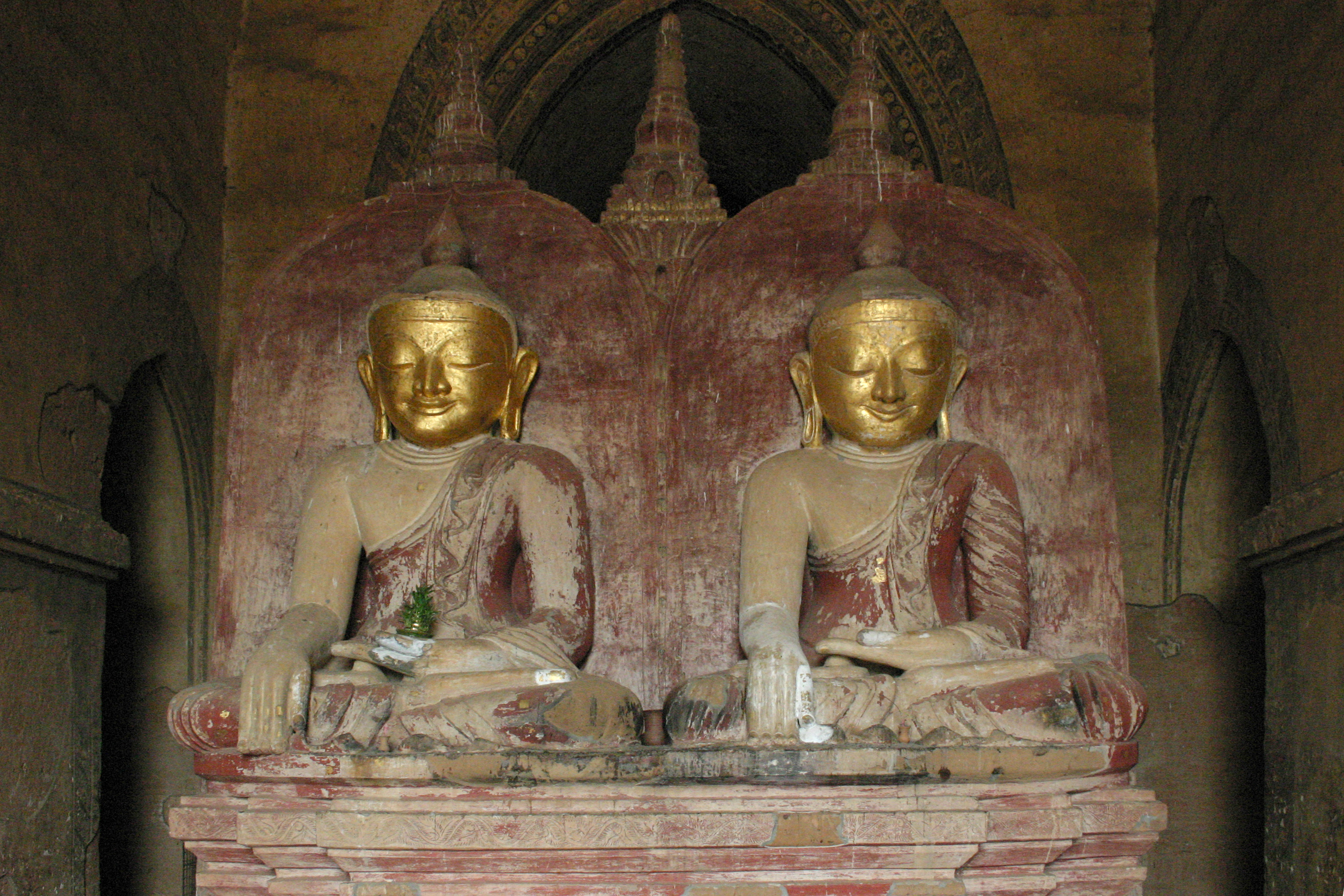
佛像
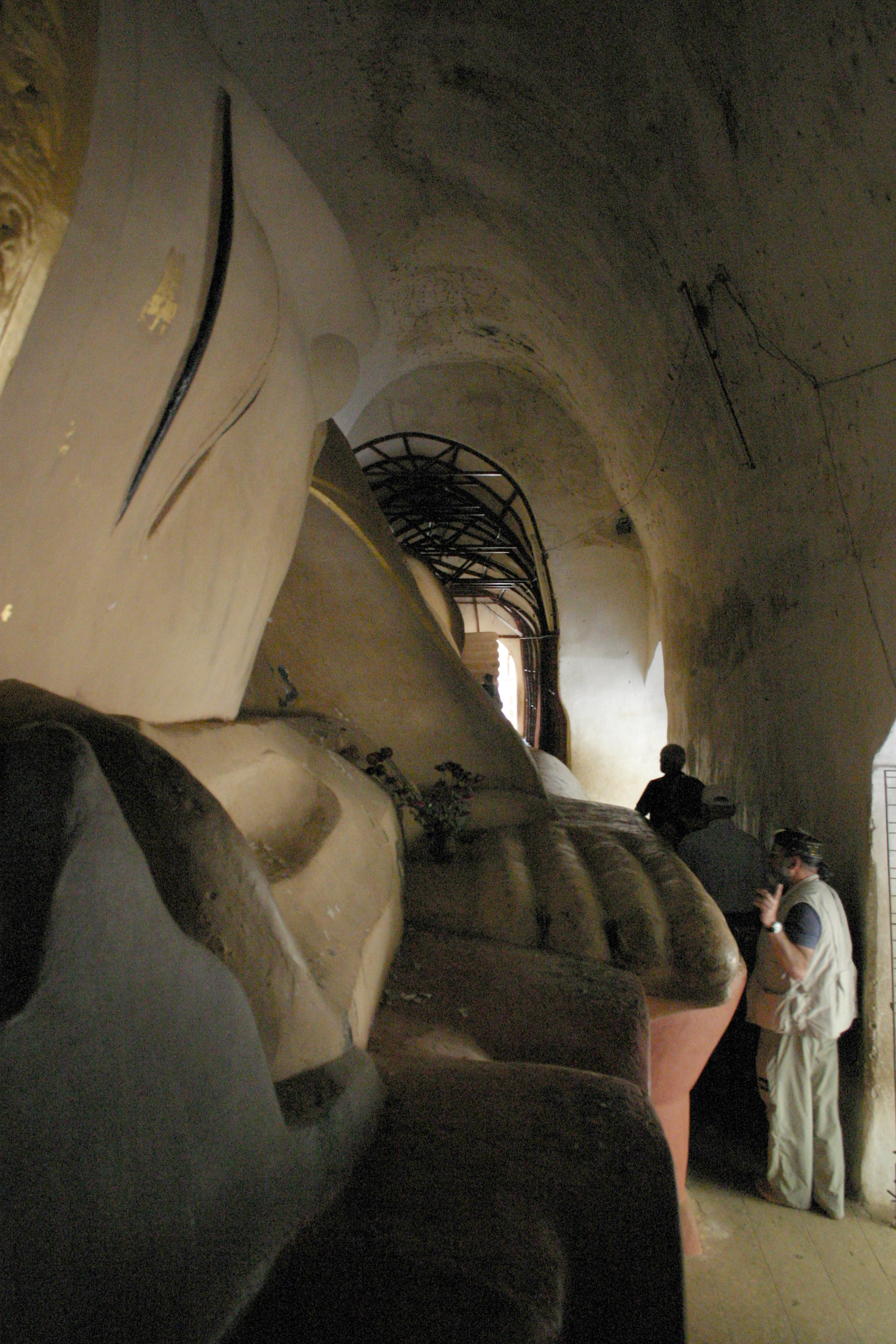
寺庙
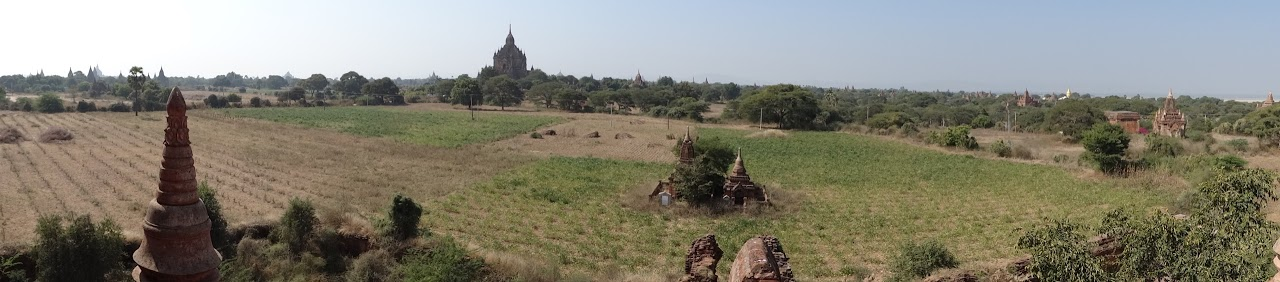
全景
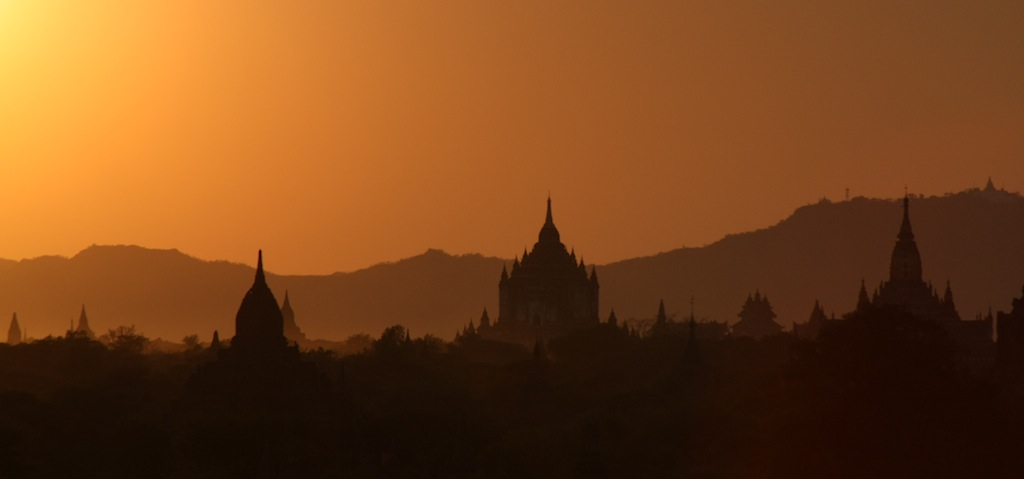
11世纪到13世纪建立的寺庙。

## 延伸阅读
[在维基数据编辑]
 《欽定古今圖書集成·方輿彙編·邊裔典·蒲甘部》，出自陈梦雷《古今圖書集成》
 《宋史/卷489》，出自脱脱《宋史》